# VIAG
Die VIAG AG (ursprünglich Vereinigte Industrieunternehmungen AG) war ein zuletzt in München ansässiger börsennotierter Mischkonzern. Ab den 1950er Jahren bis Mitte 1990 war der aktive Sitz in Bonn und davor in Berlin. Im Jahr 2000 wurde die VIAG mit dem ähnlich strukturierten VEBA-Konzern zur E.ON fusioniert.

## Gründung und Zeit bis zum Zweiten Weltkrieg

Teilschuldverschreibung über 500 RM der Viag vom November 1936

Die VIAG wurde am 7. März 1923 in Berlin als Dachgesellschaft für bisher direkt gehaltene, industrielle Beteiligungen des Deutschen Reiches gegründet. Das staatliche Engagement war eine Folge der Kriegswirtschaft des Ersten Weltkriegs und wurde mit der damaligen Autarkiepolitik begründet.
Die ursprünglichen Geschäftsfelder der VIAG waren die Erzeugung von elektrischer Energie sowie deren industrielle Nutzung:
- Energieerzeugung (teilweise auch als Minderheitsbeteiligungen): Innwerk, Alzwerke, Elektrowerke, Bayerische Kraftwerke, in der Alpen-Elektrowerke-AG zusammengefasste österreichische Kraftwerke und Hochspannungsleitungen (ab 1938), Ostpreußenwerk (Alle-Kraftwerk bei Friedland von 1923)[2], Württembergische Landes-Elektrizitäts-AG,
- Aluminiumindustrie: Vereinigte Aluminium-Werke (VAW), Bayerische Aluminium
- Elektro-Chemie: Bayerische Stickstoffwerke (später SKW Trostberg), Mitteldeutsche Stickstoffwerke (heute: Stickstoffwerke Piesteritz)
- Andere: Deutsche Werke, Reichs-Kredit-Gesellschaft

In der Zeit des Nationalsozialismus wurden sowohl die Energieerzeugung als auch die Aluminiumproduktion massiv gesteigert, es wurden neue Kraftwerke und Aluminiumhütten (u. a. Mattigwerk in Ranshofen) errichtet. Dies lag auch an der Ausbeutung von tausenden Zwangsarbeitern. VIAG-Firmen wie die VAW bemühten sich auch aus Kostengründen intensiv um die Zuweisung von Zwangsarbeitern. Laut dem Historiker Manfred Pohl hatten die Firmen „einen überdurchschnittlich hohen Anteil an Zwangsarbeitern“. Alleine in den Aluminiumhütten der VAW kamen rund 20.000 Zwangsarbeiter zum Einsatz.

## Eigentümer Bundesrepublik Deutschland
Die Anteile an der VIAG gingen mit Inkrafttreten des Grundgesetzes gemäß Art. 134 GG auf die Bundesrepublik Deutschland über. Bis Mitte der 1980er Jahre konzentrierten sich die Beteiligungen weiterhin auf die industriellen Kernbereiche Energie, Aluminium und Chemie.
- Energie: Innwerk sowie Beteiligungen an Bayernwerk, Bewag, Bawag, Braunschweigische Kohlen-Bergwerke und ab 1981 Thyssengas,
- Aluminium: Vereinigte Aluminium-Werke Grevenbroich und Neuss (VAW), heute Teil von Norsk Hydro,
- Chemie: SKW Trostberg.

Die Strategie der Holding entsprach bis Ende der 1970er Jahre weitgehend einer treuhänderischen Vermögensverwaltung. Zum VIAG-Konzern gehörten vor Beginn der Privatisierung über 100 Gesellschaften, sie erwirtschafteten 1986 einen konsolidierten Umsatz von über 8,6 Mrd. DM und erzielten einen Konzernjahresüberschuss von 164 Mio. DM. 1986 erfolgte der erste Schritt zur Privatisierung, bei diesem Börsengang wurden 40 Prozent der Anteile zum Preis von 165,– DM/Stück veräußert. 1988 trennte sich die Bundesrepublik Deutschland über die Börse auch von den verbleibenden Aktien zum Preis von 210,– DM/Stück.

## Nach der Privatisierung
Um nach der Vollprivatisierung die Eigentümerstrukturen an dem Mischkonzern VIAG zu stabilisieren, erwarb das Bayernwerk, das damals zu 40 Prozent der VIAG und zu 60 Prozent dem Freistaat Bayern gehörte, über die Börse stufenweise eine Beteiligungsquote von 25 Prozent an der VIAG. Das Ergebnis war eine minderheitliche Überkreuzbeteiligung von VIAG und Bayernwerk und in Folge eine gemeinsam abgestimmte Konzernpolitik.
Es wurde nun ein aktives Portfoliomanagement betrieben. Zahlreiche Beteiligungen wurden oft auch gemeinsam mit dem Bayernwerk in kurzer Zeit meist mehrheitlich erworben: Didier-Werke, Computer 2000, Klöckner & Co, Gerresheimer Glashütte, PWA, Schmalbach-Lubeca, Kühne + Nagel, Th. Goldschmidt, Isar-Amperwerke. Die durch mehrere Kapitalerhöhungen finanzierte Expansionsstrategie wurde von der Börse wohlwollend aufgenommen, bei der letzten Kapitalerhöhung 1996 wurden die neuen Aktien zu 490,– DM/Stück ausgegeben, ein Teil der Beteiligungen wurde allerdings nach wenigen Jahren aus Portfoliogründen wieder veräußert.
1994 übernahm die VIAG die Kapitalmehrheit am Bayernwerk vom Freistaat Bayern. Im Gegenzug erhielt der Freistaat eine 25-Prozent-Beteiligung an der VIAG sowie einen Barausgleich, außerdem wurde der Sitz nach München verlegt. Mit einem konsolidierten Umsatz von 42 Mrd. DM zählte die VIAG im Folgejahr zu den zehn größten Industrieunternehmen Deutschlands.
1997 erhielt die VIAG die vierte deutsche Mobilfunklizenz, die unter dem Namen VIAG Interkom vermarktet wurde.

## Fusion zur E.ON
Aus Sorge vor feindlichen Übernahmen mit anschließender Zerschlagung fusionierte die VIAG am 27. September 2000 mit der VEBA zur E.ON. Außerdem war es gemeinsames Ziel der beiden ähnlich strukturierten Fusionspartner, anstelle der beiden bisherigen Konglomeratkonzerne einen neuen, auch global marktstarken Energiekonzern zu formen und die übrigen Industrie-Geschäftsfelder zu veräußern. Die VIAG-Energiebeteiligungen sind heute ein Teil der E.ON und erhielten entsprechende neue Firmennamen. Die VAW wurde 2002 an Norsk Hydro verkauft. Die VIAG-Tochter SKW Trostberg wurde mit der damaligen VEBA-Tochter Degussa-Hüls zur „neuen Degussa“ verschmolzen, die heute Evonik Degussa heißt. Auch alle sonstigen in den Jahren zuvor erworbenen Industriebeteiligungen sind inzwischen von der E.ON wieder veräußert worden.